# Ciné-Trouille
 (mars 2020).
Le contenu est difficilement compréhensible vu les erreurs de traduction, qui sont peut-être dues à l'utilisation d'un logiciel de traduction automatique.
 (mars 2020).
Ciné-Trouille (Grizzly Tales for Gruesome Kids) est une série télévisée d'animation britannique basée sur la série générique de livres pour enfants du même nom de Jamie Rix. Après la publication des trois premiers livres de 1990 à 1996, Carlton Television a adapté les nouvelles en dessins animés de dix minutes pour ITV, produits par eux-mêmes, Honeycomb Animation et la société de production de Rix, Elephant Productions. Il a été diffusé sur CITV entre janvier 2000 et octobre 2006 avec six séries et 78 épisodes, ainsi qu'un spécial du Nouvel An qui était plus long que les autres épisodes d'au moins 20 minutes. La série est revenue dans un nouveau format pour NickToons UK avec 26 épisodes divisés en deux séries sous le nom de Grizzly Tales (également connu sous le nom de Grizzly Tales: Cautionary Tales for Lovers of Squeam!), qui a été diffusé entre mai 2011 et novembre 2012.
Les deux versions de la série ont été nommées pour les BAFTA et la série CITV a reçu de nombreux prix internationaux de festivals de films d'animation. Les deux ont été populaires sur leurs chaînes respectives; la série CITV a souvent été rediffusée sur Nickelodeon avec la série Nicktoons. Le dessin animé CITV était disponible à l'achat sur DVD au Royaume-Uni et en Irlande du Nord, ainsi que Porchlight Entertainment en Amérique du Nord et Shock Records de Time Life en Australie et en Nouvelle-Zélande. Le dessin animé de Nickelodeon a ensuite été publié sur DVD par les mêmes sociétés respectives, mais il a été publié au Royaume-Uni et en Irlande du Nord avec Abbey Home Media.

## Histoire et évolution
En 1993, les fondateurs de Honeycomb Animation Simon & Sara Bor avaient signé un accord avec Central (qui appartiendra plus tard à Carlton Television) pour créer le dessin animé Wolves, Witches and Giants. Selon Simon, le chef de l'époque de Carlton Television, Michael Forte, avait initialement hésité à développer le projet jusqu'à ce que Carlton reprenne Central, mais il leur a remis une copie de Grizzly Tales for Gruesome Kids et leur a conseillé d'« entrer en contact avec l'auteur, et voyez si vous pouvez trouver quelque chose ». Des années auparavant, après le succès de son premier livre Grizzly Tales for Gruesome Kids, Rix avait tenté d'utiliser ses crédits de producteur pour adapter son travail en envoyant des copies à des studios de télévision. Lorsque Honeycomb et Elephant se sont mis d'accord sur un partenariat, le producteur associé de Rix, Nigel Planer, a joué quelques-unes des histoires courtes Grizzly, Ghostly et Fearsome pendant les soirées sur BBC Radio 5 (qui a été réémise sur Radio 4),,,,, mais la pré-production a été stoppée de force juste au moment où le storyboard commençait en raison des hésitations du studio sur le matériel source et l'éditeur de Fearsome Tales for Fiendish Kids (Hodder Children's Group) étant différent des autres dans le trilogie (André Deutsch Limited).
Après la conclusion de Wolves, Witches and Giants en 1998, Forte a financé un pilote de télévision de trois minutes basé sur la série de livres Grizzly Tales. Il avait l'intention de l'envoyer en Grèce pour le Cartoon Forum, mais ils n'étaient pas préparés alors il l'a envoyé à ITV. Nigel Packard était le contrôleur du CITV depuis un an et a immédiatement approuvé la série avec un budget compris entre 2 millions $ US (équivalent à 2 509 138 £ en 2019) et 3,3 millions $ (équivalent à 4 033 865 £ en 2019), pour 26 épisodes, expliquant plus tard : « Nous [CITV] avions commandé de nombreux spectacles préscolaires câlins et avions besoin de quelque chose pour faire le lien entre les trucs les plus anciens et les plus jeunes dans le calendrier. » En septembre, il a été présenté au Cartoon Forum, auquel ont assisté de nombreux représentants de chaînes de télévision pour enfants, qui ont approuvé à l'unanimité et offert un pourcentage du budget. Treize épisodes ont été créés en 15 mois pour la première série avec Rix en tant que co-réalisateur et co-scénariste, Nigel Planer en tant que narrateur et les Bors en tant que réalisateurs, avec une animation partagée entre Honeycomb et la société sœur d'Elephant Productions, Lough House. Le premier épisode - "The New Nanny" - a été diffusé sur la machine à sous terrestre du CITV à 16 heures le 4 janvier 2000, suivi de douze épisodes qui ont été diffusés chaque semaine jusqu'au 27 mars. Pour promouvoir le nouveau dessin animé, Rix a réédité les trois premiers livres avec Scholastic Ltd, ainsi que le nouveau More Grizzly Tales for Gruesome Kids, avec des couvertures conçues par Honeycomb Animation.